# جيبق تكساني
جيبق تكساني (الاسم العلمي: Japyx texanus) هو نوع من الحيوانات يتبع جنس الجيبق من الفصيلة الجيبقية.